# Raimundo Jacó
Raimundo Jacó Mendes (Exu, 16 de Julho de 1912 - Serrita, 08 de Julho de 1954) foi um trabalhador rural nordestino em sufrágio de quem anualmente se celebra a missa do vaqueiro. Mendes era primo do cantor Luiz Gonzaga.
Apesar da pouca idade, sua inteligência e coragem lhe renderam a experiência que foi reconhecida pelo proprietário do Sítio Lajes, em Serrita, que lhe deu o emprego de vaqueiro, em sua grande fazenda.
Jacó se destacou através de feitos que despertaram a admiração de muitos e a inveja de outros. Entre os invejosos está Miguel Lopes, com quem passou a ter uma rixa.
Narra a lenda que 8 de Julho  de1954  o dono da fazenda ordenou que Jacó e Lopes fossem pegar na caatinga uma rês, arisca e estimada, que se afastou do rebanho.
Saíram à procura de Raimundo Jacó no dia seguinte, e, em meio a caatinga, encontraram-no morto, ao lado da rês ainda amarrada, e o seu fiel cachorro latindo, sem sair de perto. Uma pedra manchada de sangue denunciava a covardia do assassinato.
Miguel Lopes foi incriminado, e abriu-se um processo, mas foi arquivado por falta de prova, e o crime ficou sem solução, caindo no esquecimento. Tomando conhecimento disso, Luiz Gonzaga protestou com a música A Morte do Vaqueiro
O assassinato de Raimundo Jacó deu origem a um evento religioso chamado Missa do vaqueiro, realizada anualmente em sufrágio de sua alma.